# Александър Колев
Александър Любомиров Колев е български футболист, който играе като централен нападател за китайския „Нантонг Жиюн“.
Роден е на 8 декември 1992 година в Белгия. Играе в юношеските отбори на „Левски“, а от 2007 година – на „Десел Спорт“ в родината си, с който през 2010 година започва и професионалната си кариера. През следващите 14 години 12 пъти сменя отбора, като най-дълго се задържа в „Десел Спорт“ (2010 – 2013). От 2023 година играе в „Крумовград“, а от 2024 година и в националния отбор на България.